# Rennbahn des Achilleus
Als Rennbahn des Achilleus (gr. ὁ Ἀχιλλήιος δρόμος ho Achilléios drómos) wurden spätestens zu Zeiten Herodots und darüber hinaus die Tendra- und Dscharylhatschinseln im Schwarzen Meer bezeichnet. Achilleus soll der Überlieferung nach dort ein Wettrennen veranstaltet haben.
Bei der Rennbahn des Achilleus handelte es sich um eine lange, schmale, flache, kahle und sandige Landzunge an der Nordküste des Schwarzen Meeres („Pontos“), zwischen der Mündung des Dnepr (in der Antike „Borysthenes“) und dem karkinitischen Meerbusen gelegen. Diese Erdzunge stand nur an einer Stelle, in ihrer Mitte, mit dem Festland in Verbindung. Sie grenzte dort beim heutigen Dorf Klarowka an den baumbestandenen Küsten-Landstrich Hylaia.
Die westliche Spitze der Landzunge wurde sowohl Ἀχιλλέως ἄλσος (Achilleshain) oder auch Ἱερὸν ἄκρον (Heilige Ecke) genannt, die östliche Entsprechung Ταμυράκη (Tamyrake) und seltener Μυσαρίς (Mysaris). Noch in byzantinischer Zeit war der Name Rennbahn des Achilleus für die Landzunge in Benutzung. Die von hier und von der Mündung des Dnepr (in byzantinischer Zeit „Danapris“) ihre Raubzüge in den pontischen Raum beginnenden skandinavischen Ῥῶς (aus denen sich später wohl die Rus entwickelten) wurden laut Stephanos Byzantios Achilliodromitai genannt. Heute existiert die Landzunge nicht mehr; durch Anschwemmung und Küstenerosion hat das Land in Teilen eine andere Form als in der Antike. Es gibt keine Verbindung zum Land mehr, auch sind die beiden Hälften der vormaligen Landzunge nicht mehr miteinander verbunden, sondern bilden heute zwei Inseln. Dennoch kann man hier erkennen, dass sich die Höhe des Meeresspiegels von der Antike bis heute an dieser Stelle kaum verändert hat. Die Landzunge wird sowohl von Strabon als auch bei Plinius in der Naturalis historia ausführlich beschrieben und wird auch darüber hinaus vergleichsweise oft in der antiken Literatur erwähnt. Durch die antiken Quellen ist hier die Veränderung der Landschaft in einer seltenen Form nachvollziehbar.
Nach der bei Pomponius Mela nicht detaillierter überlieferten Sage soll Achilleus hier einen Wettlauf abgehalten haben. Nachdem er mit einer Flotte in das pontische Meer eingedrungen war und gesiegt hatte, feierte er auf der Halbinsel, die die Form eines liegenden Langschwertes hatte, seinen Sieg in Form von Kampfspielen. Zentrales Element war dabei der Dromos, speziell der der Waffenlauf (Hoplitodromos).